# Anatolij Konsztantyinovics Ljadov
Anatolij Konsztantyinovics Ljadov (oroszul: Анато́лий Константи́нович Ля́дов; Szentpétervár, 1855. május 11. – Borovicsi, Novgorodi kormányzóság, 1914. augusztus 28.) orosz zeneszerző.

## Életpályája
Szentpétervárott született, édesapja és nagyapja jó nevű karmesterek voltak. 1870-től folytatott tanulmányokat a pétervári konzervatóriumban, és itt írta meg első kompozícióját, A messinai ará-t. Ennek sikere nyomán nevezték ki a zeneelmélet tanárának. Az ő növendéke volt többek közt Prokofjev és Nyikolaj Mjaszkovszkij is. Emellett karmesterként is tevékenykedett a Zenetársaságnál, ahol fiatal orosz zeneszerzők műveit mutatta be. Az Etnográfiai Társulat keretében értékes népzenegyűjtő munkát végzett, és ennek anyagát fel használta saját műveiben. 59 éves korában hunyt el.
Az orosz nemzeti zeneszerzők irányzatát követte alkotásaiban. Ezeknek száma azonban alacsony, mert Ljadov kevés becsvággyal, és még kevesebb szorgalommal dolgozott, és igazán nagyszabású művek nem is maradtak utána. Jelentőset alkotott ugyanakkor a kis formák területén, ahol fantasztikumot kedvelő képzelete egy mesevilágba repítette.

## Hangfelvételek
- 8 orosz népdal – Youtube.com, Közzététel: 2014. jan. 21
- Az elvarázsolt tó – Youtube.com, Közzététel: 2009. máj. 5.
- Etűd, Op.5 – Youtube.com, Közzététel: 2018. jún. 8.
- A zenedoboz, Op.32 – Youtube.com, Közzététel: 2014. máj. 23.
- Baba-Yaga, Op.56 – Youtube.com, Közzététel: 2013. febr. 18.

## Kották
- Lyadov, Anatoly. International Music Score Library Project. (Hozzáférés: 2019. május 17.)